# فدراسیون فوتبال سیشل
فدراسیون فوتبال سیشل (انگلیسی: Seychelles Football Federation) نهاد اداره‌کننده مسابقات فوتبال و فوتسال در کشور سیشل است.
این فدراسیون که در سال ۱۹۷۹ تأسیس شده عضو کنفدراسیون فوتبال آفریقا و فیفا نیز می‌باشد و مقر آن در شهر ماهی، سیشل است.